# Pedicularis chamissonoides
Pedicularis chamissonoides är en snyltrotsväxtart som beskrevs av Yamazaki. Pedicularis chamissonoides ingår i släktet spiror, och familjen snyltrotsväxter. Inga underarter finns listade i Catalogue of Life.